# Pibrac
Pibrac är en kommun i departementet Haute-Garonne i regionen Occitanien i södra Frankrike. Kommunen ligger i kantonen Léguevin som tillhör arrondissementet Toulouse. År 2022 hade Pibrac 8 828 invånare.

## Befolkningsutveckling
Antalet invånare i kommunen Pibrac
Referens:INSEE

## Monument

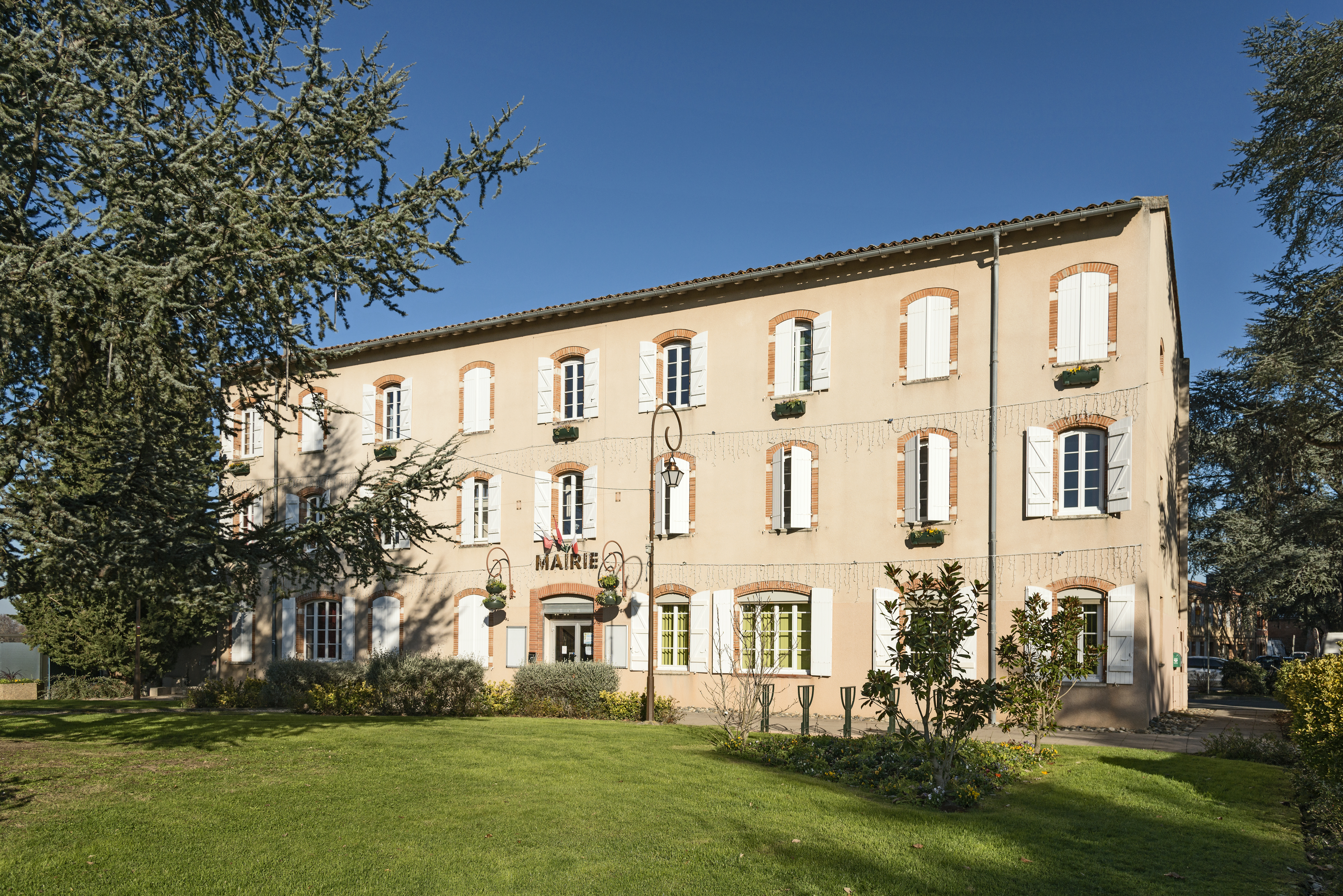
Rådhuset.
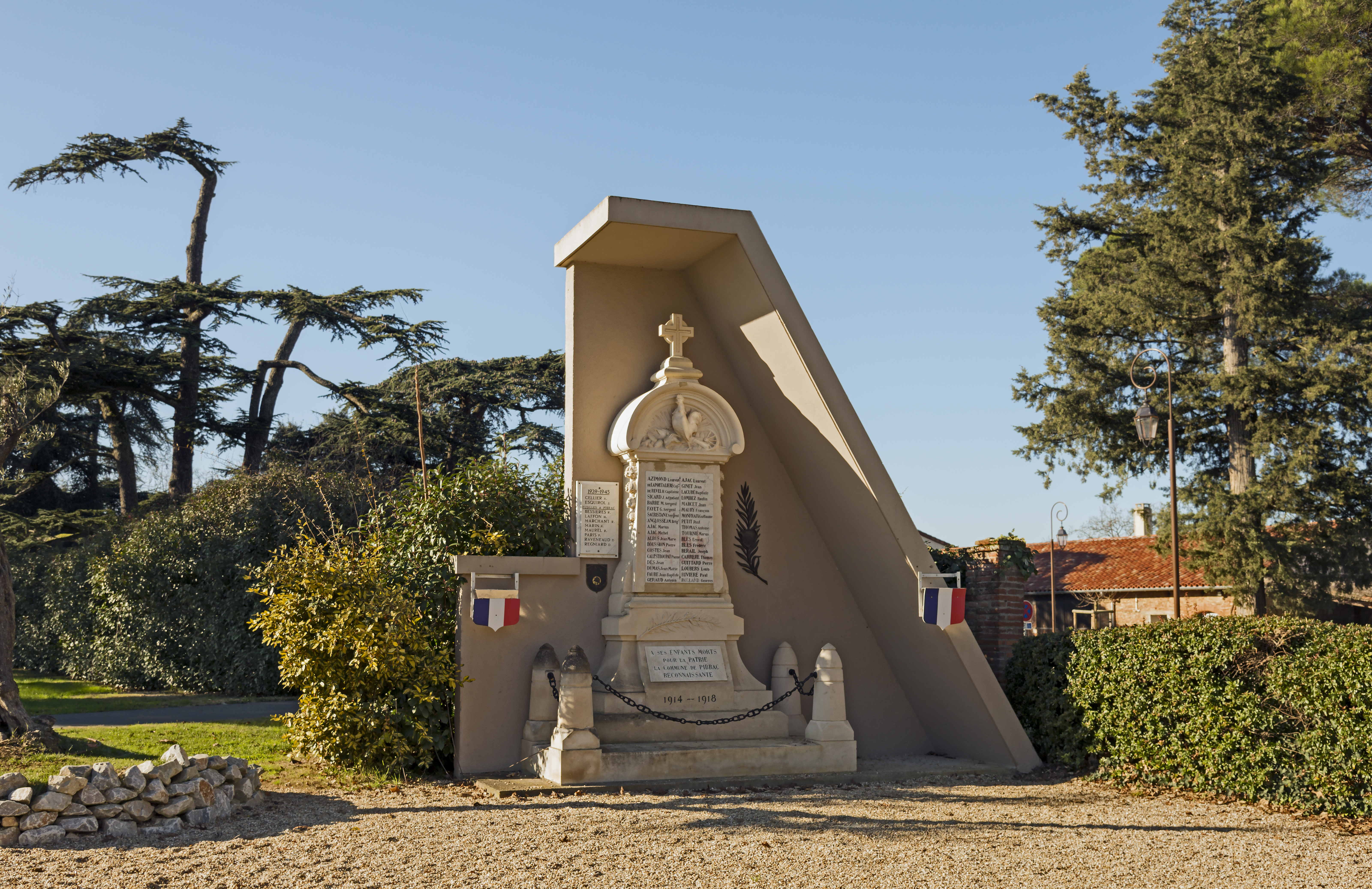
Minnesmärke.
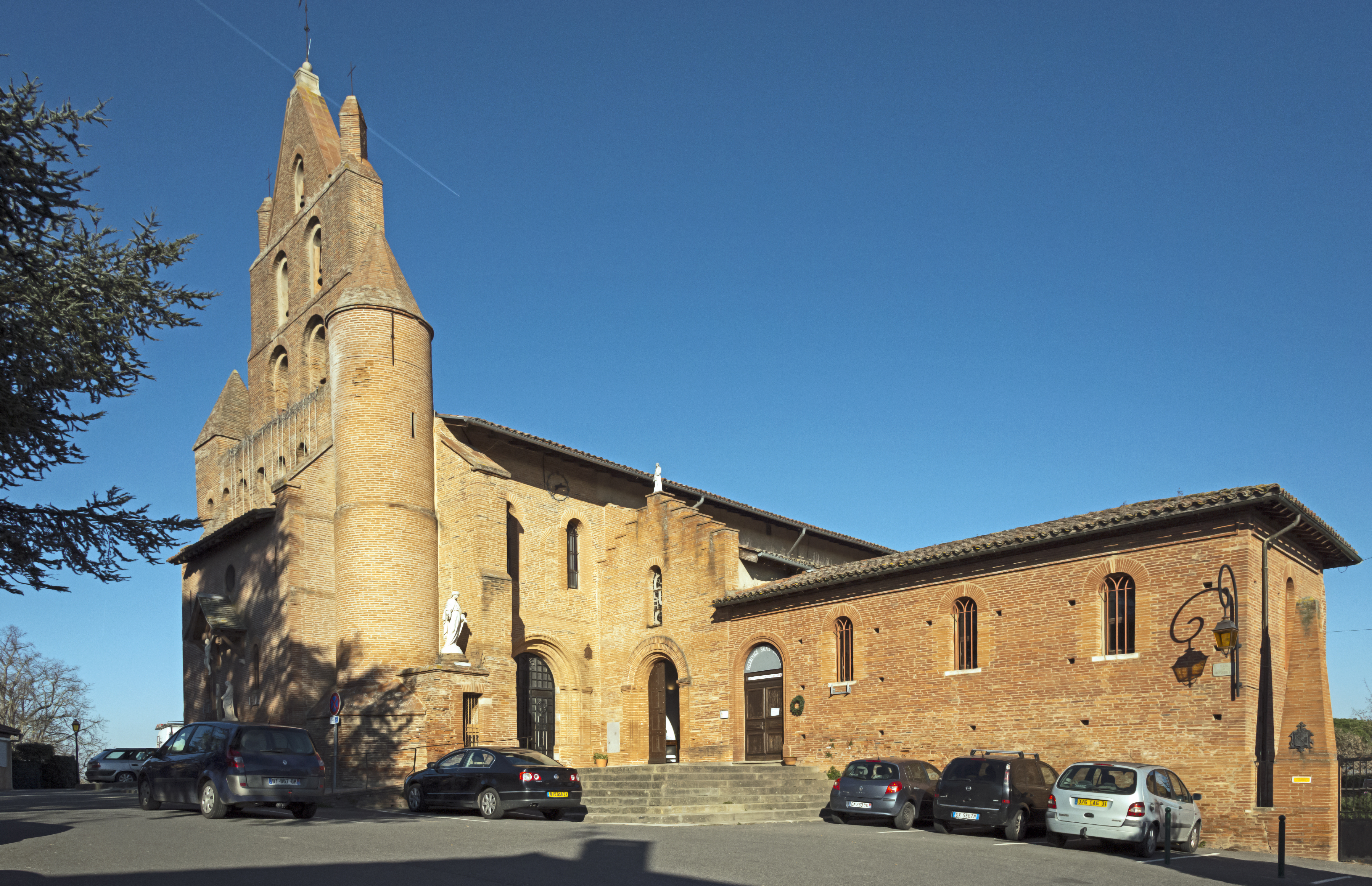
Kyrkan Sainte-Marie-Madeleine
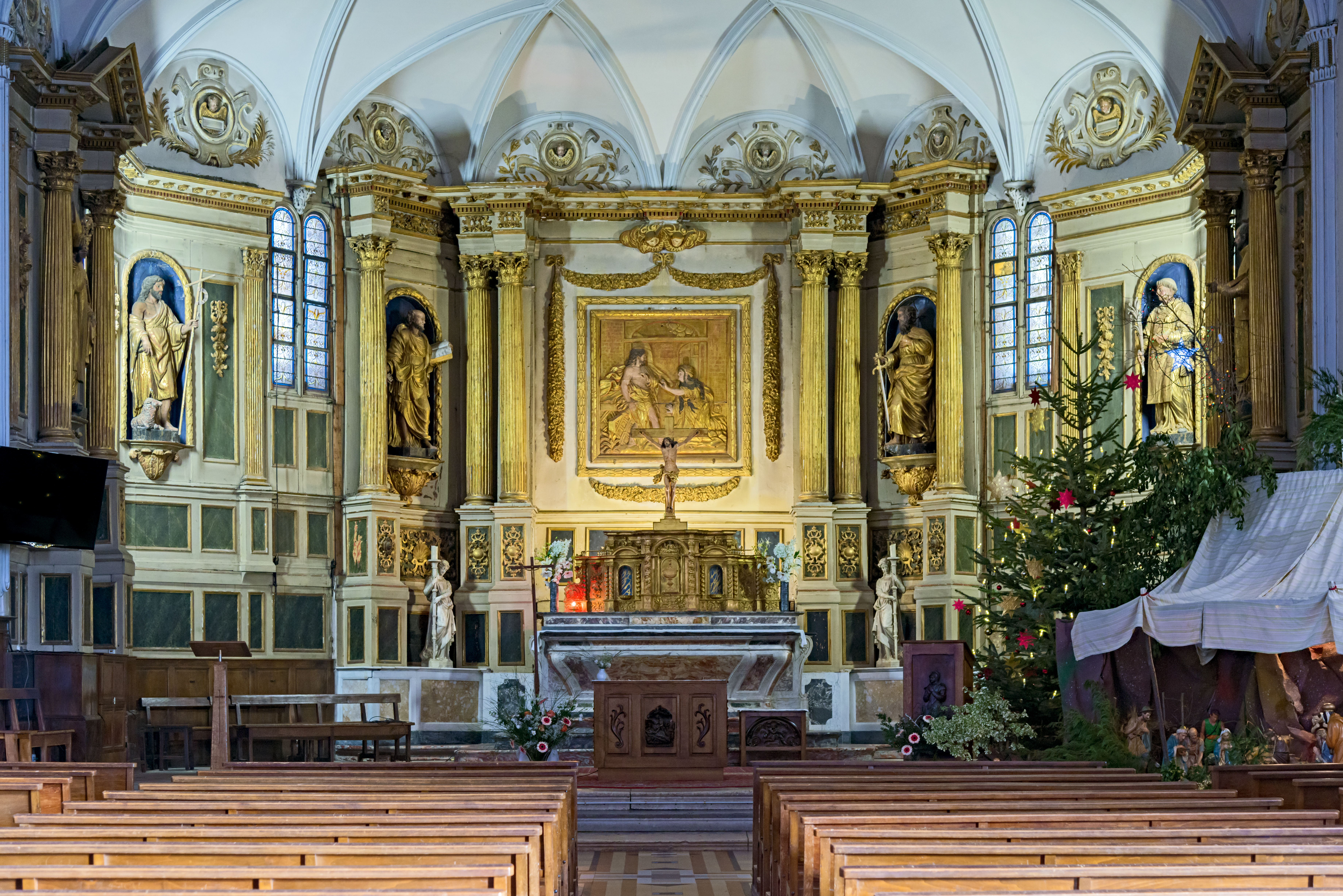
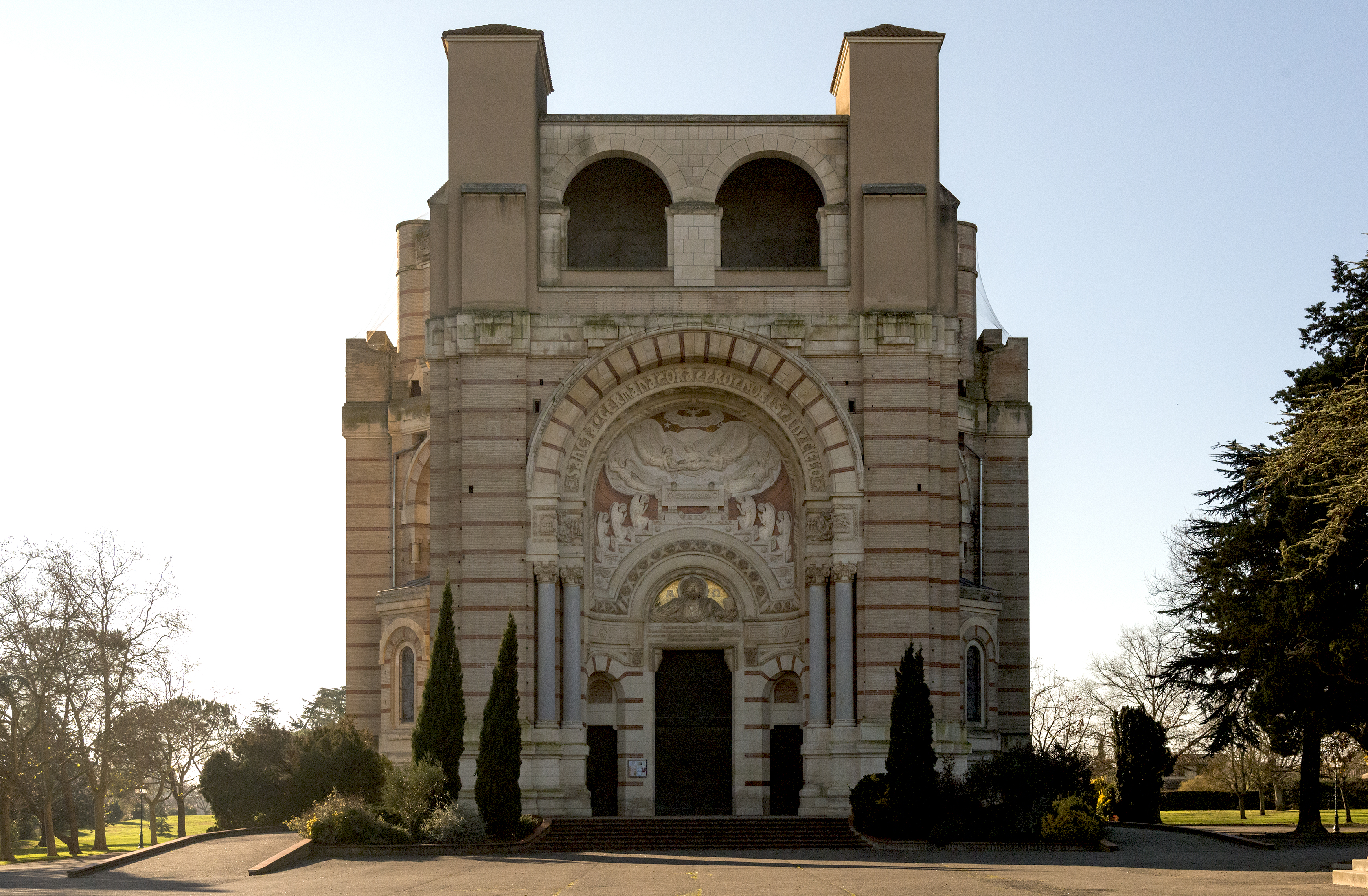
Basilika  Sainte-Germaine
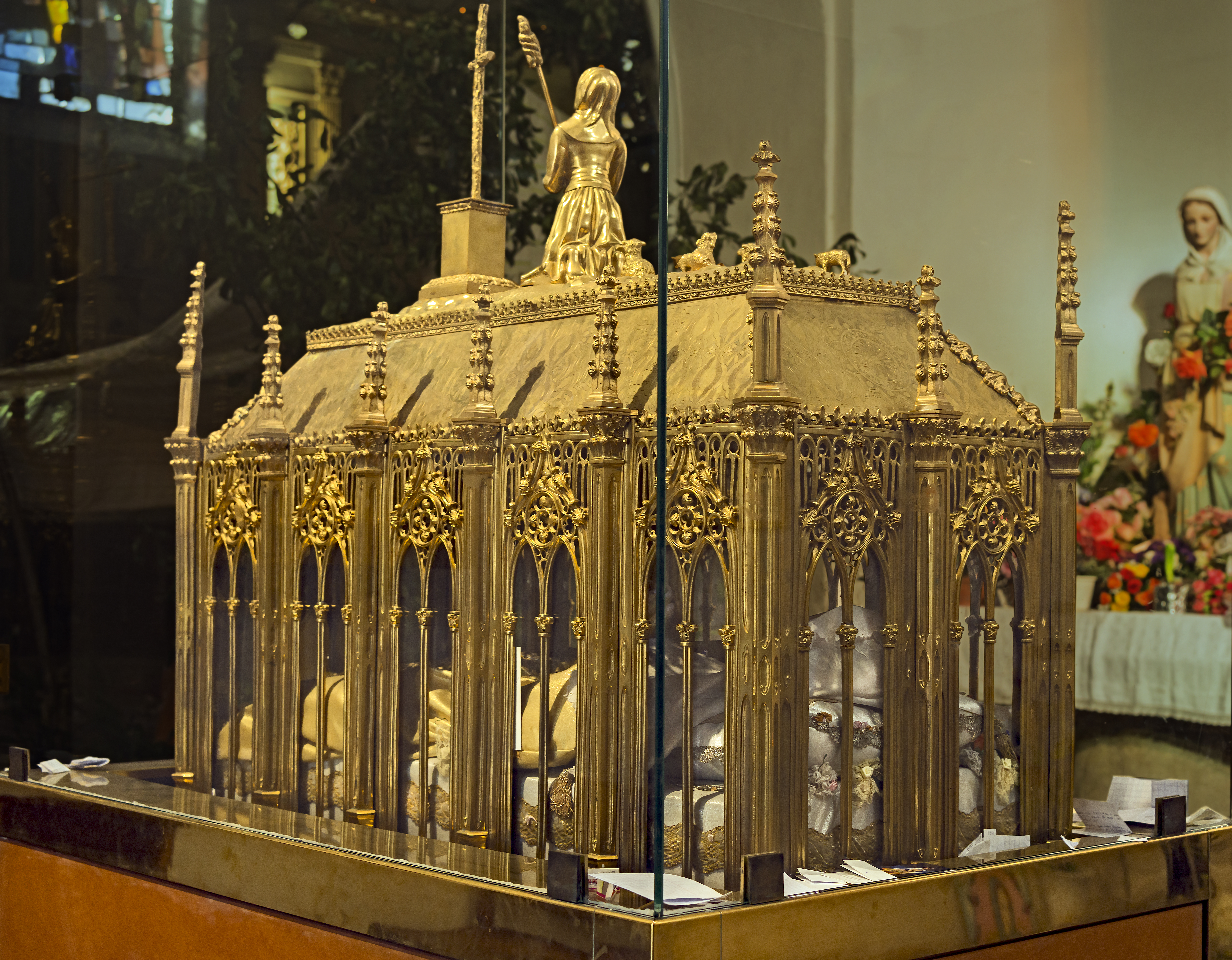
Reliquaryen
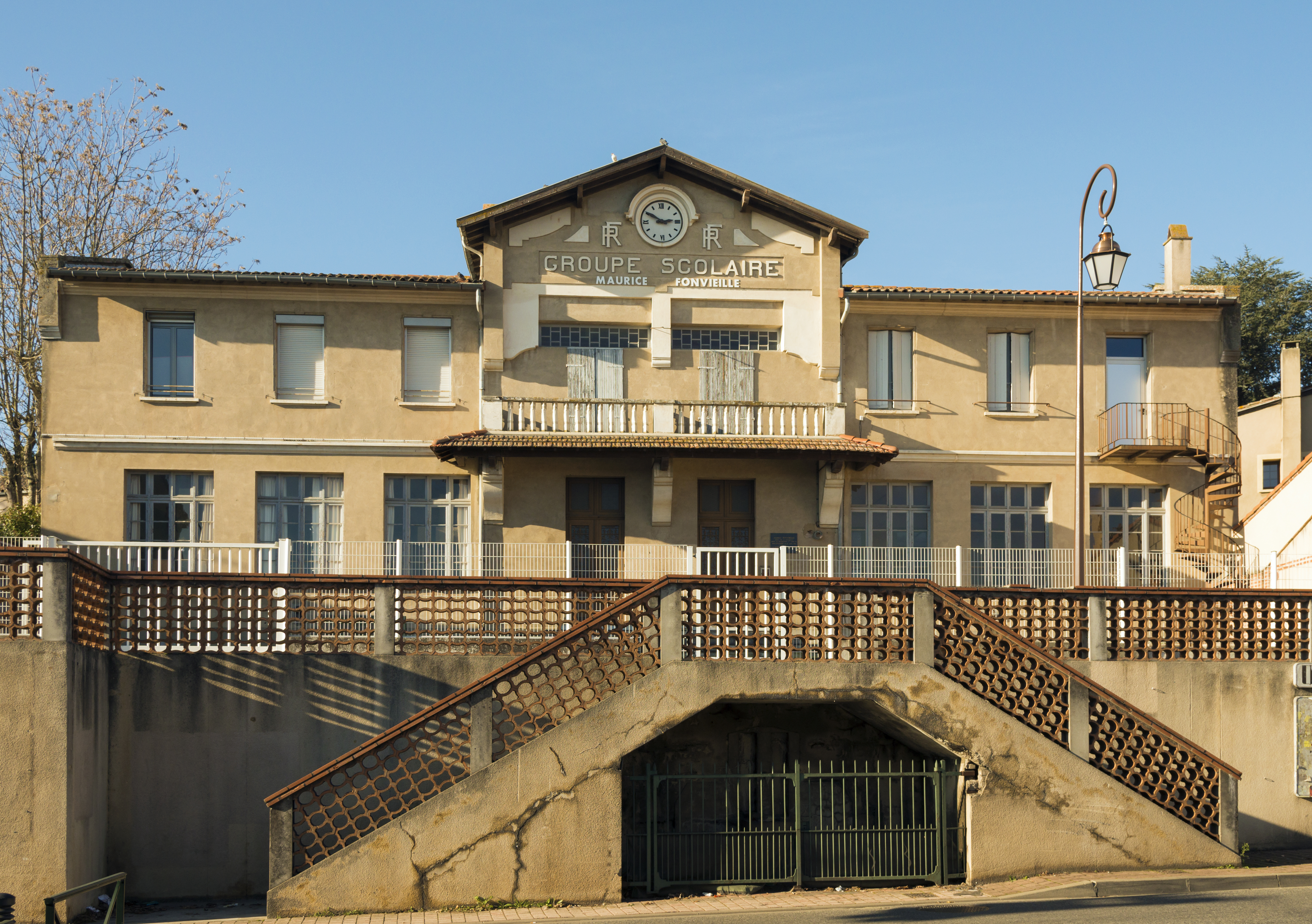
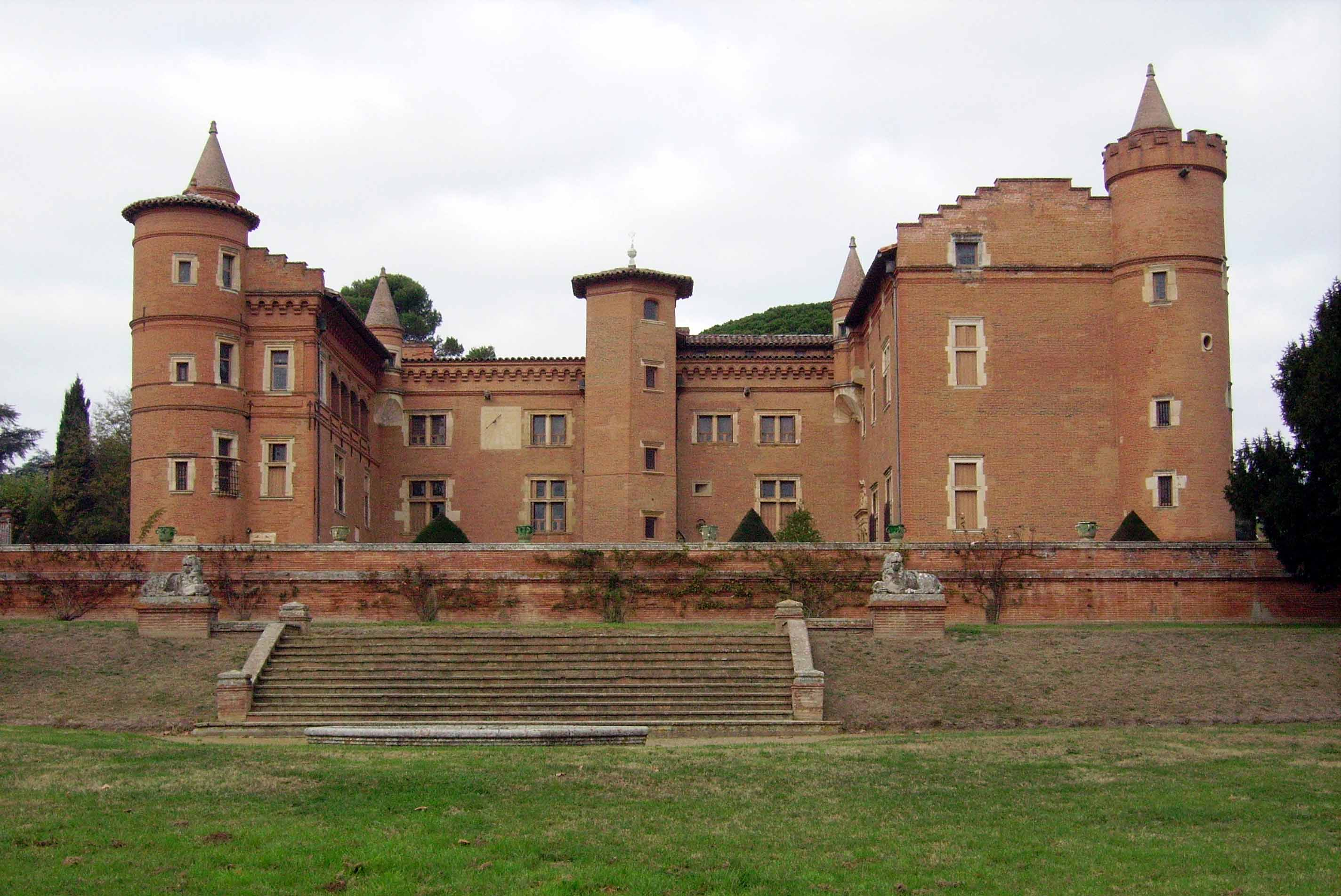